# Auby
Auby település Franciaországban, Nord megyében. Lakosainak száma 7171 fő (2022. január 1.). Auby Leforest, Flers-en-Escrebieux, Courcelles-lès-Lens, Raimbeaucourt és Roost-Warendin községekkel határos.

## Népesség
A település népességének változása:
| Lakosok száma | 7369 | 7327 | 7344 | 7274 | 7256 | 7239 | 7205 | 7188 | 7171 |
|               | 2013 | 2015 | 2016 | 2017 | 2018 | 2019 | 2020 | 2021 | 2022 |